# Tortella tortuosa
Tortella tortuosa ist eine Laubmoos-Art aus der Familie Pottiaceae. Deutsche Namen sind Gekräuseltes Spiralzahnmoos oder Gewelltes Spiralzahnmoos. Synonyme sind Tortula tortuosa Hedw. und Barbula tortuosa (Hedw.) F.Weber & D.Mohr.

## Merkmale
Tortella tortuosa bildet dichte, oft ausgedehnte, polsterförmige Rasen; diese sind gelblichgrün bis grün und im unteren Teil bräunlich und rhizoidenfilzig. Die dicht beblätterten Sprosse sind gabelig verzweigt und werden etwa 2 bis 6 Zentimeter hoch. 
Die Blätter sind linealisch-lanzettlich, sehr lang und fein zugespitzt, meist deutlich wellig. Sie haben eine einschichtige Lamina und flache, krenulierte Blattränder. Die Blattrippe ist kürzer oder länger austretend. 
Die Laminazellen sind am Blattgrund verlängert-rechteckig, hyalin und glatt. Sie sind scharf gegen die rundlichen, grünen und stark papillösen Zellen im oberen Blattteil abgegrenzt, wobei die Grenze etwa V-förmig verläuft. Die Oberseite der Blattrippe ist in der Blattmitte zumindest stellenweise mit rundlich-quadratischen, papillösen Zellen bedeckt, die Unterseite weist auf der ganzen Länge nur lange, schmale und glatte Zellen auf.
Das Moos ist diözisch. Die aufrechte Seta ist 1,5 bis 3 Zentimeter lang, die Sporenkapsel länglich-eiförmig bis zylindrisch und aufrecht bis schwach gekrümmt, der Deckel lang geschnäbelt. Die fadenförmigen Peristomzähne sind spiralig gewunden.

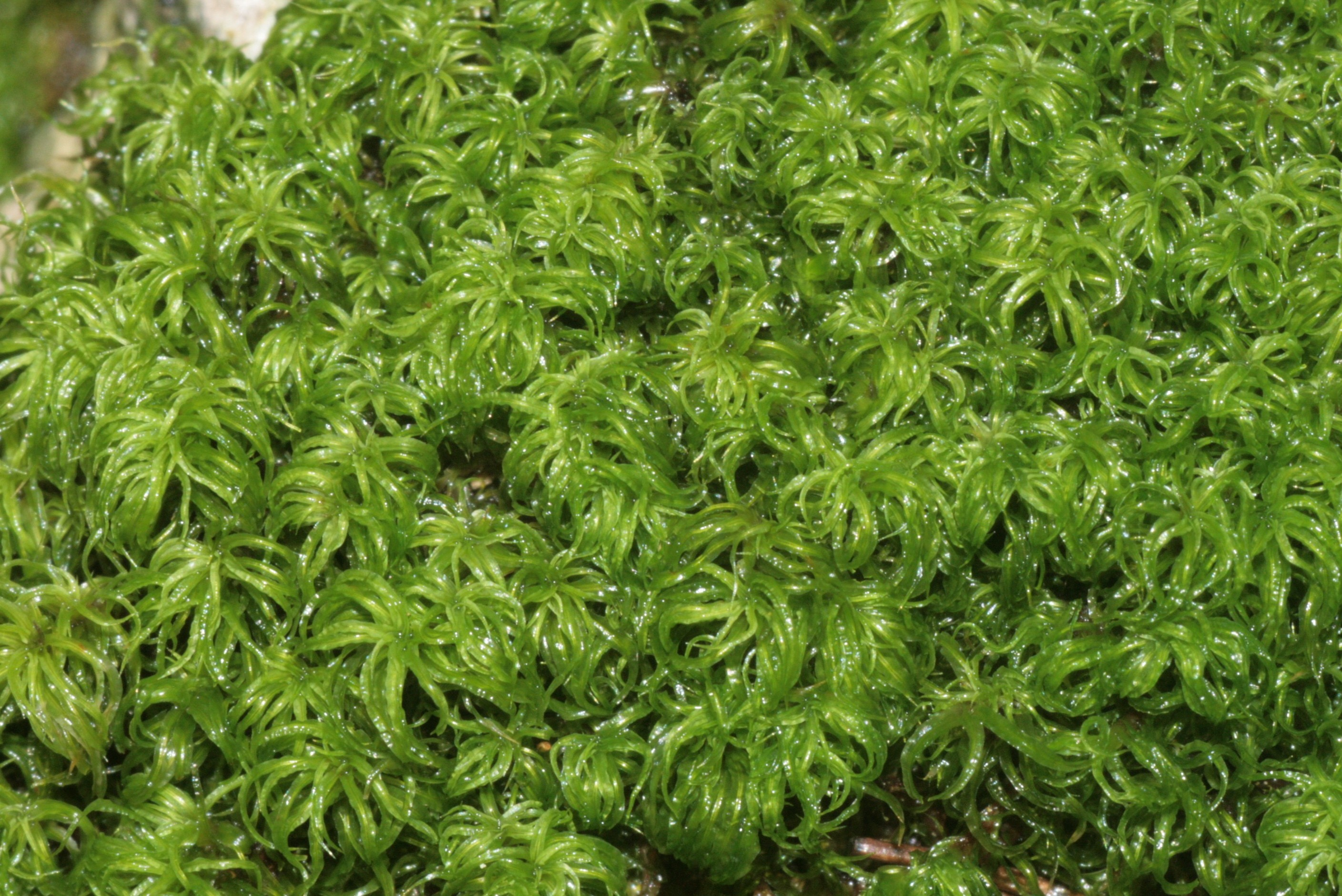
Blätter in feuchtem Zustand
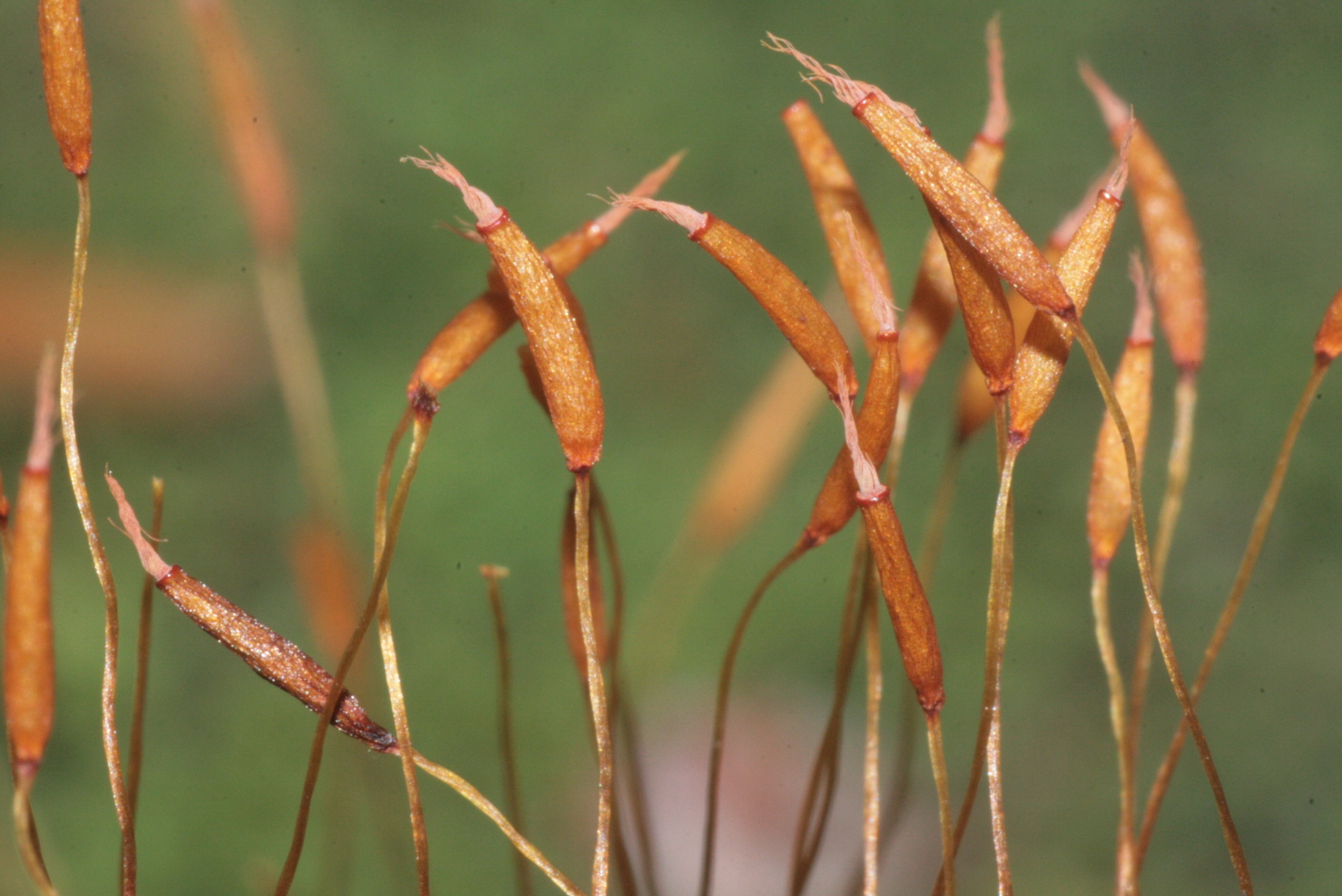
Kapseln
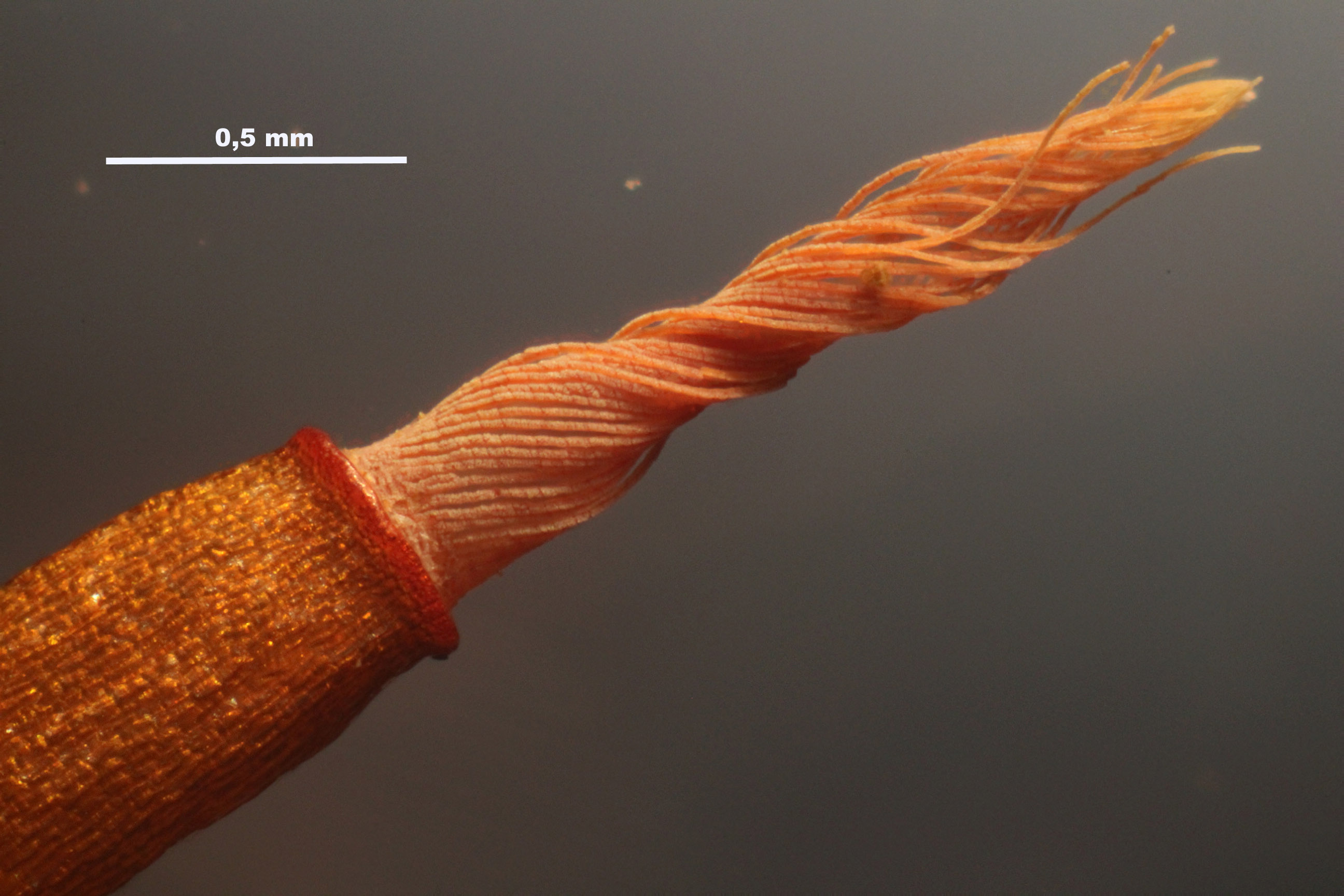
Peristom der Sporenkapsel
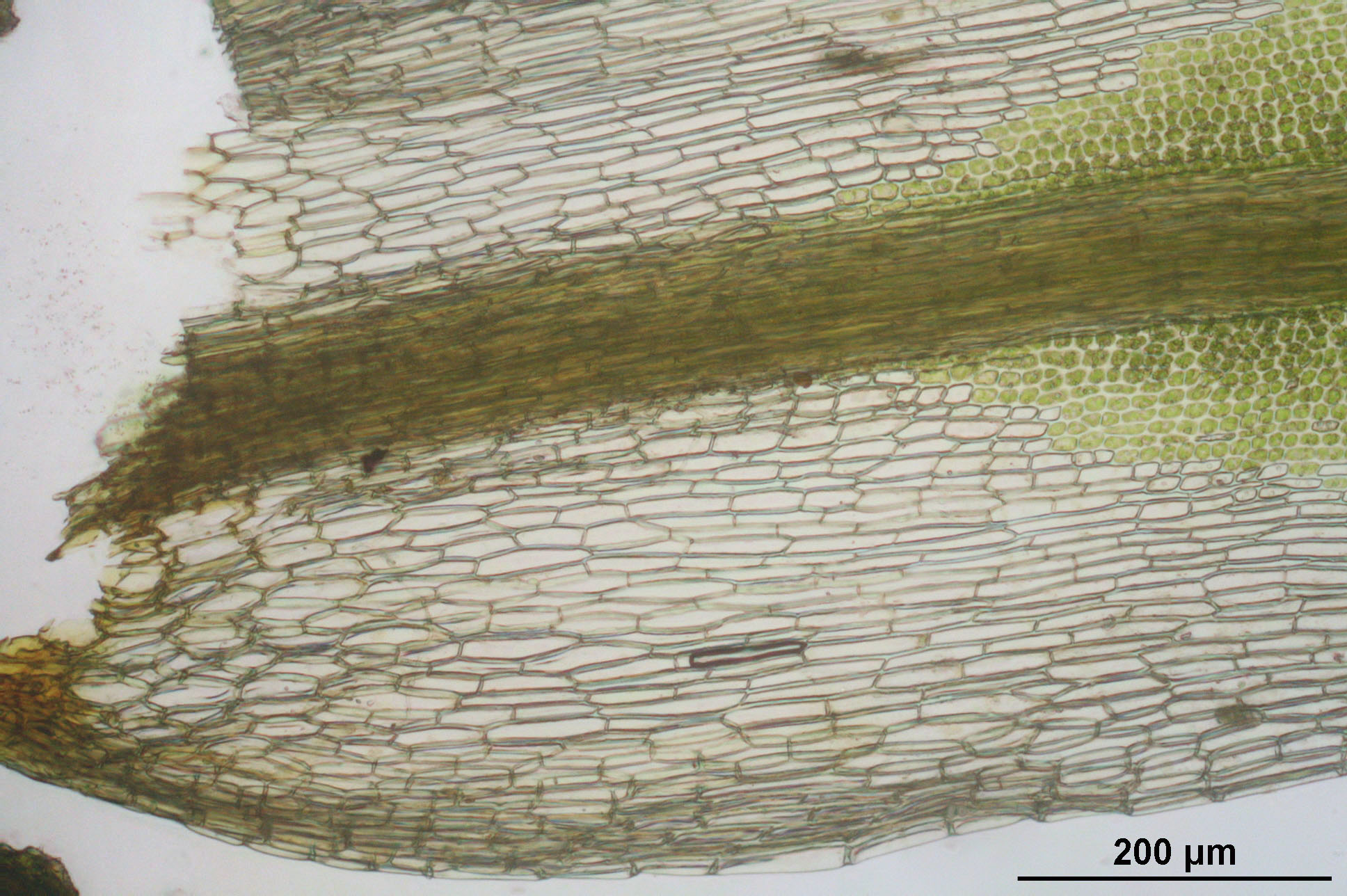
Blattgrundzellen

## Standortansprüche und Verbreitung
Tortella tortuosa wächst bevorzugt auf kalkhaltigem Gestein an schattigen bis halbschattigen und frischen bis feuchten Standorten, weniger häufig besiedelt es trockenere Orte oder auch Erde.
Besonders in den Kalkgebirgen ist es sehr verbreitet und stellenweise häufig. In den Alpen steigt es über die Waldgrenze und sogar bis in die nivale Stufe. Im Flachland kommt es nur vereinzelt vor.
Weltweit kommt es vor in Europa, Asien, Nordafrika, Nord- bis Südamerika und der Antarktis.